# Kazimierz Mastalerz
Kazimierz Władysław Mastalerz (ur. 20 listopada 1894 w Sosnowcu, zm. 1 września 1939 pod Krojantami) – pułkownik kawalerii Wojska Polskiego, działacz niepodległościowy, kawaler Orderu Virtuti Militari.

## Życiorys
Urodził się 20 listopada 1894 w Sosnowcu, w rodzinie Jana (1858–1947), maszynisty kolejowego, i Zofii Teodory z domu Dobke (1875–1937). Był bratem Jana (1901–1920), sierżanta 27 pułku piechoty, poległego 4 czerwca 1920 pod Antonówką, pośmiertnie odznaczonego Orderem Virtuti Militari nr 1417, Stefana (ur. 10 lipca 1897), podporucznika sanitarnego rezerwy i Stanisława ps. „Semen” (ur. 20 października 1898, zm. 1969), porucznika lekarza weterynarii rezerwy. Bracia Stefan i Stanisław byli tak jak Kazimierz, działaczami niepodległościowymi, odznaczonymi Krzyżem Niepodległości.
Kazimierz uczęszczał do gimnazjum polskiego Gustawa Kośmińskiego w Częstochowie. Należał do Organizacji Młodzieży Narodowej Szkół Średnich oraz Związku Młodzieży Polskiej „Przyszłość” (PET). We wrześniu 1912 był współzałożycielem drużyny skautowej im. W. Łukasińskiego, która składała się z członków Organizacji Młodzieży Narodowej Zarzewiackiej; pełnił w niej funkcję zastępowego. W końcu 1912 jako uczeń VII klasy został zatrzymany przez Rosjan i osadzony w areszcie w Częstochowie. Po zwolnieniu przeniósł się do Warszawy, gdzie uczył się w gimnazjum. W obawie przed ponownym aresztowaniem wyjechał do Lwowa i tam kontynuował naukę na kursach maturalnych. W 1914 złożył egzamin maturalny. W tym okresie był członkiem Polskich Drużyn Strzeleckich.
Od 1914 służył w 1 szwadronie 1 pułku ułanów I Brygady Legionów Polskich. Po kryzysie przysięgowym od lipca 1917 do 1918 był internowany w Szczypiornie, a następnie w Łomży. Od listopada 1918 roku pełnił służbę w 1 pułku szwoleżerów. Uczestniczył w obronie Lwowa, później w wojnie polsko-bolszewickiej. W kwietniu 1919 został mianowany podporucznikiem, a w sierpniu 1920 otrzymał awans na porucznika i rotmistrza. W 1920 walczył na froncie litewsko-białoruskim. 17 sierpnia 1920 r. dowodził 2. szwadronem pułku w szarży pod Arcelinem, za co odznaczono go dzień później Krzyżem Srebrnym Orderu Wojskowego Virtuti Militari (nr krzyża 805).
23 grudnia 1924 został przeniesiony do Korpusu Ochrony Pogranicza i wyznaczony na stanowisko dowódcy 4 Szwadronu Kawalerii w Niewirkowie. 3 maja 1926 został awansowany na stopień majora ze starszeństwem z dniem 1 lipca 1925 i 10. lokatą w korpusie oficerów kawalerii. 19 lipca 1926 został przeniesiony z KOP do 1 pułku szwoleżerów na stanowisko kwatermistrza. 5 listopada 1928 został przesunięty na stanowisko zastępcy dowódcy pułku. 24 grudnia 1929 został mianowany podpułkownikiem ze starszeństwem z dniem 1 stycznia 1930 i 12. lokatą w korpusie oficerów kawalerii. W marcu 1930 objął dowództwo 8 pułku ułanów w Krakowie. Funkcję tę pełnił do 1939. Awansowany na pułkownika ze starszeństwem z dniem 1 stycznia 1934. 1 sierpnia 1939 został przeniesiony na stanowisko dowódcy 18 pułku ułanów, który wchodził w skład Pomorskiej Brygady Kawalerii.
1 września 1939 podjął decyzję o przeciwnatarciu w szyku konnym na wycofujące się z rejonu Chojnic jednostki niemieckie. Plan ten wydał się porucznikowi Cydzikowi, który miał zameldować decyzję pułkownika generałowi Grzmot-Skotnickiemu, na tyle nieprawdopodobny, iż myślał, że się przesłyszał. Pułkownik Mastalerz odpowiedział mu: „Nie pan mnie będzie uczył, młody człowieku, jak się wykonuje niewykonalne rozkazy! Zameldować generałowi: Wykonam uderzenie w szyku konnym!”. Pułkownik Mastalerz sam objął dowództwo i zerwał szwadrony do szarży. Pod koniec zakończonej polskim sukcesem walki na polu bitwy pojawiły się niemieckie samochody pancerne. Pułkownik Mastalerz zginął wraz ze swoim pocztem od kul kompanii piechoty wyjechawszy im nieświadomie pod lufy podczas rozpoznania pola walki. Propaganda totalitarna często przedstawiała to starcie jako uderzenie „z szablami na czołgi”.
Bezpośrednio po bitwie, wraz z innymi poległymi oficerami, w dniu 2 września płk Mastalerz został pochowany przez Niemców, pochówek miał charakter honorowy. Jednak już dwa tygodnie później zwłoki zostały wykopane i zbezczeszczone. Nie wiadomo kiedy ciała zostały ekshumowane i gdzie następnie pochowane. Wedle jednej wersji Niemcy pochowali poległych na cmentarzu w Człuchowie, inna podaje, że K. Mastalerz pochowany jest na cmentarzu w Chojnicach przy ul. Gdańskiej. Symboliczna inskrypcja znajduje się na grobowcu rodzinnym Mastalerzów na cmentarzu Kule w Częstochowie (kwatera 2-II-7).
Kazimierz Mastalerz był żonaty z Janiną z Krępskich. Nie miał dzieci.

## Ordery i odznaczenia
- Krzyż Złoty Orderu Wojennego Virtuti Militari nr 147[11] – pośmiertnie 1939
- Krzyż Srebrny Orderu Wojskowego Virtuti Militari nr 805[12][13] – 30 czerwca 1921[14]
- Krzyż Niepodległości – 12 maja 1931 „za pracę w dziele odzyskania Niepodległości”[15][16]
- Krzyż Walecznych czterokrotnie[13]
- Złoty Krzyż Zasługi – 19 marca 1937 „za zasługi w służbie wojskowej”[17][18]
- Srebrny Krzyż Zasługi – 7 grudnia 1927 „za zasługi na polu organizacji i administracji armji”[19][20]
- Medal Pamiątkowy za Wojnę 1918–1921[21]
- Medal Dziesięciolecia Odzyskanej Niepodległości[21]
- Krzyż Oficerski Orderu Korony Rumunii[22]
- Złoty Medal Waleczności Miloša Obilića (Królestwo Serbii[a])[22]

## Upamiętnienie
Imieniem pułkownika Mastalerza zostały nazwane ulice we Wrocławiu, Grudziądzu i Chojnicach.